# Trzebiel

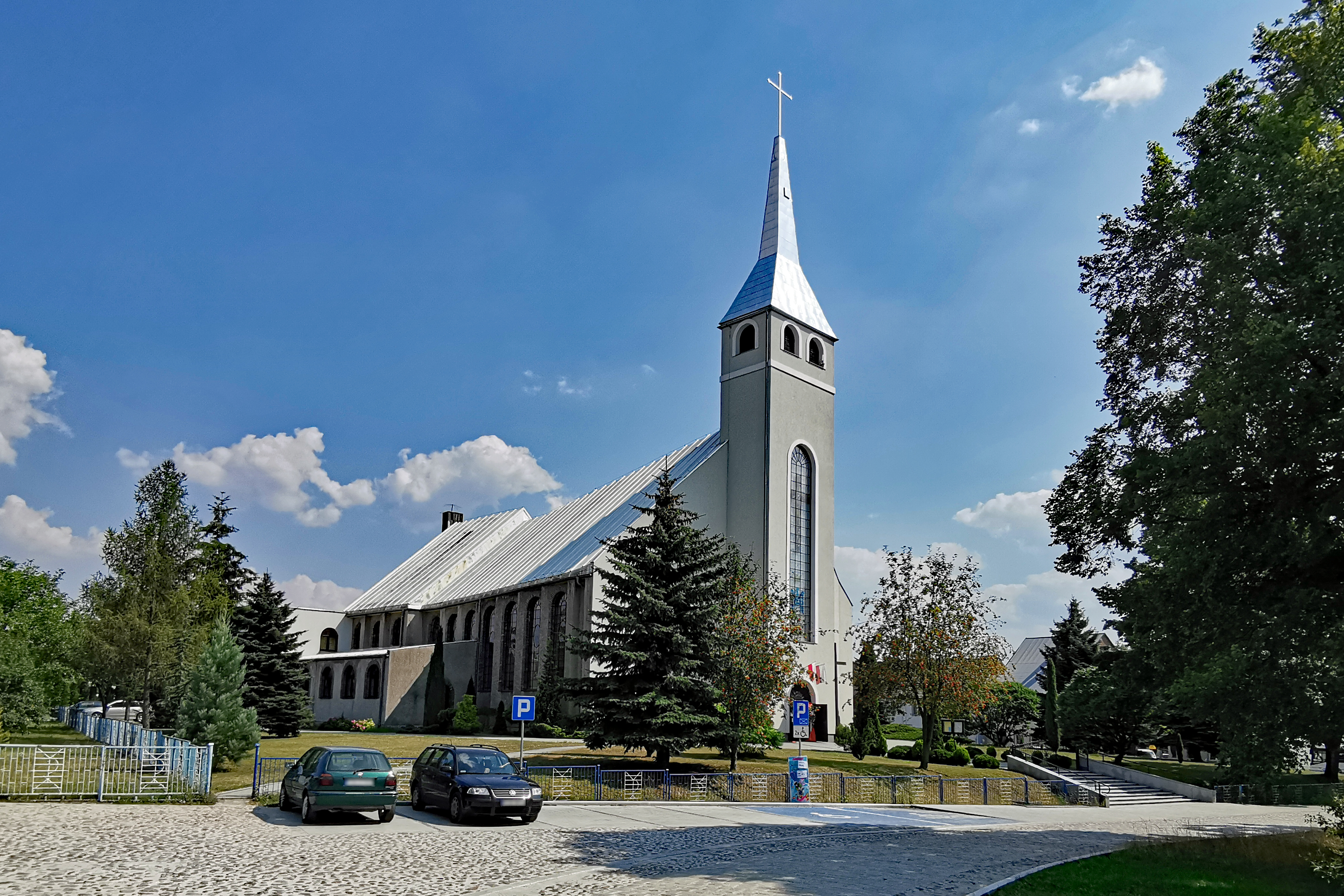
Neue Kirche in Trzebiel

Trzebiel [ˈtʂɛbjɛl] (deutsch Triebel, sorbisch Trjebule) ist ein Dorf und frühere Landstadt in der Landgemeinde Trzebiel im Powiat Żarski der Woiwodschaft Lebus in Polen. Der größte Teil der Gemeinde gehört zum polnischen Teil der Niederlausitz.

## Geografische Lage
Die Gemeinde liegt in der Euroregion Neiße am nordöstlichen Ende der geologisch bemerkenswerten Hügelkette Muskauer Faltenbogen. Die Europastraße 36 (Berlin–Cottbus–Breslau) führt nördlich an Trzebiel vorbei.

## Wappen
Das Dorf führt das rote Hirschhorn der Biebersteiner im Wappen.
Blasonierung: In Gold eine fünfendige rote Hirschstange mit Grind.

## Geschichte
Der Ort wurde 1301 erstmals als opidum Trebule erwähnt, 1336 die veste Trebule (Burg Trebule). Er gehörte zum Markgrafentum Niederlausitz. In dieser Zeit lebte hier überwiegend slawische Bevölkerung. Der Ort war spätestens seit dem 14. Jahrhundert Mittelpunkt der Herrschaft Triebel. Er gehörte in dieser Zeit den Herren von Hakeborn, seit 1400 dann der Familie von Bieberstein. 1457 wurde Triebel erstmals als Stadt bezeichnet. Eine offizielle Stadtrechtsverleihung ist nicht erhalten.
Seit dem 16. Jahrhundert wurden nach der Reformation in der Kirche von Triebel Gottesdienste in niedersorbischer Sprache abgehalten.
Die Stadtkirche wurde zur wendischen Kirche, für die deutsche Bevölkerung wurde eine eigene Kirche im Westteil der Kirche errichtet.
Triebel war eine Ackerbürgerstadt, mit stark ländlichem Charakter. Neben dem Anbau von Getreide, Tabak und weiterer Landwirtschaft waren Leineweber, Tuchmacher und Töpfer in der Stadt tätig.
Seit 1635 gehörte Triebel wie der Großteil der Niederlausitz zum Kurfürstentum Sachsen.
Mit der sächsischen Germanisierungspolitik des 18. Jahrhunderts wurde die niedersorbische Sprache immer mehr zurückgedrängt. Ab 1808 gab es keine sorbischen Predigten mehr in Triebel.
1815 kam die Stadt mit der Niederlausitz zum Königreich Preußen im Kreis Sorau. Die Grenze zur Oberlausitz verlief vier Kilometer südlich.
Triebel wurde 1879 Sitz eines Amtsgerichts. Am 15. Juni 1898 wurde Triebel mit Eröffnung der Strecke Muskau–Sommerfeld an das Eisenbahnnetz angeschlossen. Im frühen 20. Jahrhundert gab es eine Glashütte in Triebel.
Bei den Kämpfen im Rahmen der Niederschlesischen Operation im Februar 1945 blieb die Stadt größtenteils verschont. Nur die Kirche und wenige Häuser in deren Nähe wurden zerstört.
Nach dem Zweiten Weltkrieg bezogen polnischen Neuansiedler die Anwesen, denen Land und Nebengebäude zur Verfügung standen. Unbewohnte Gebäude, darunter das Rathaus und fast alle Bürgerhäuser rund um den Marktplatz, wurden ab 1947 abgetragen. Die Steine waren für den Wiederaufbau der Stadt Warschau vorgesehen.
Nach der Übernahme durch die polnische Verwaltung verlor Trzebiel die Stadtrechte.

## Sehenswürdigkeiten
- Stadtschloss, erbaut im 16. und 17. Jahrhundert im Renaissancestil, 1729 umgebaut im Barockstil
- Stadtmauer, Reste aus dem 15. Jahrhundert
- Kirche, in den 1960er Jahren neu errichtet, davor mittelalterliche wendisch-deutsche Doppelkirche, um 1560 wurde in der Stadtkirche ein zweites querliegendes Schiff zwischen Turm und Hauptschiff eingebaut, die alte Kirche wurde von der wendischen Gemeinde genutzt, bis 18. Jahrhundert in wendischer/niedersorbischer Sprache, das querliegende Schiff nutzte die deutsche Stadtgemeinde, 1945 schwer beschädigt, dann abgerissen[5]

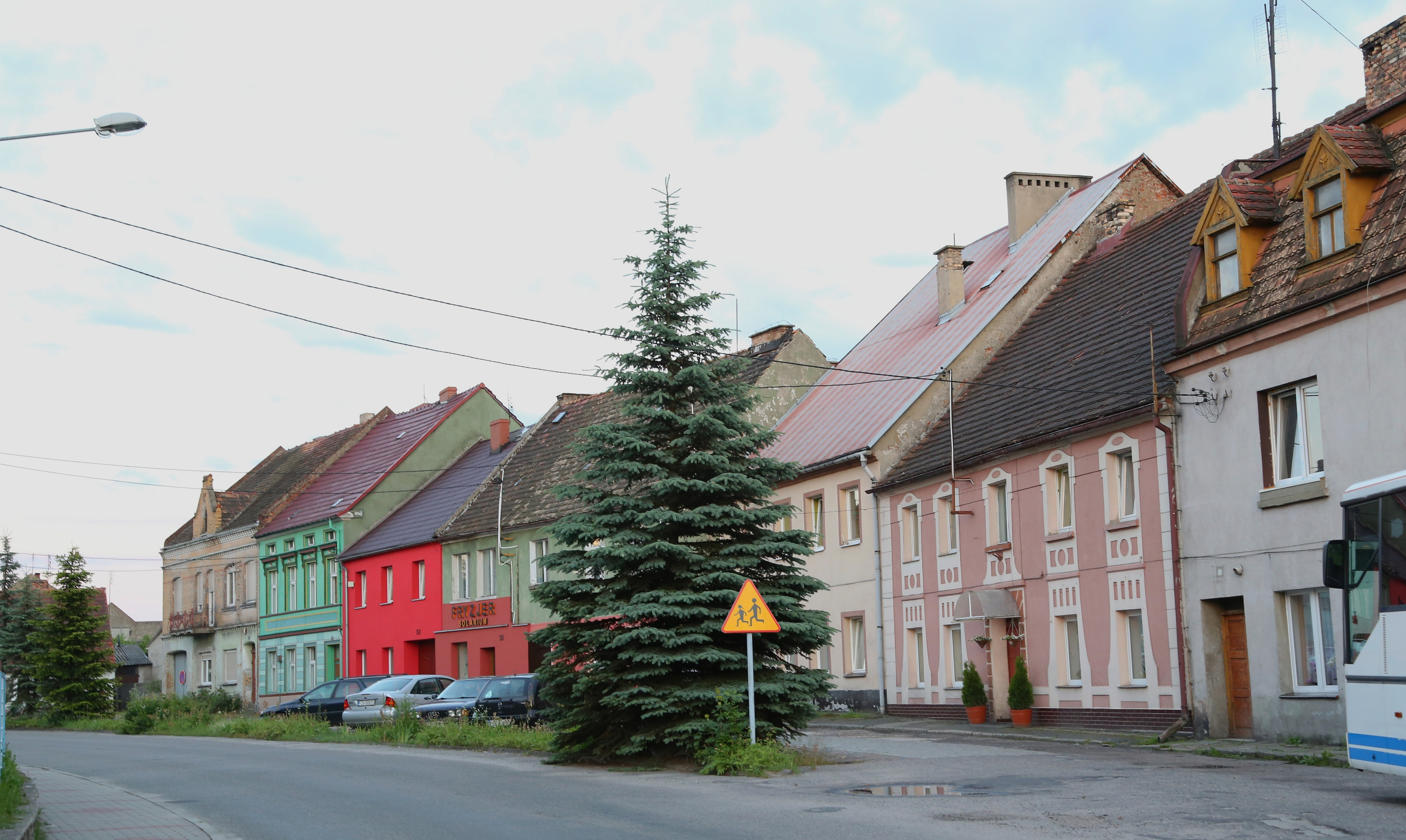
Häuser im Zentrum des Ortes
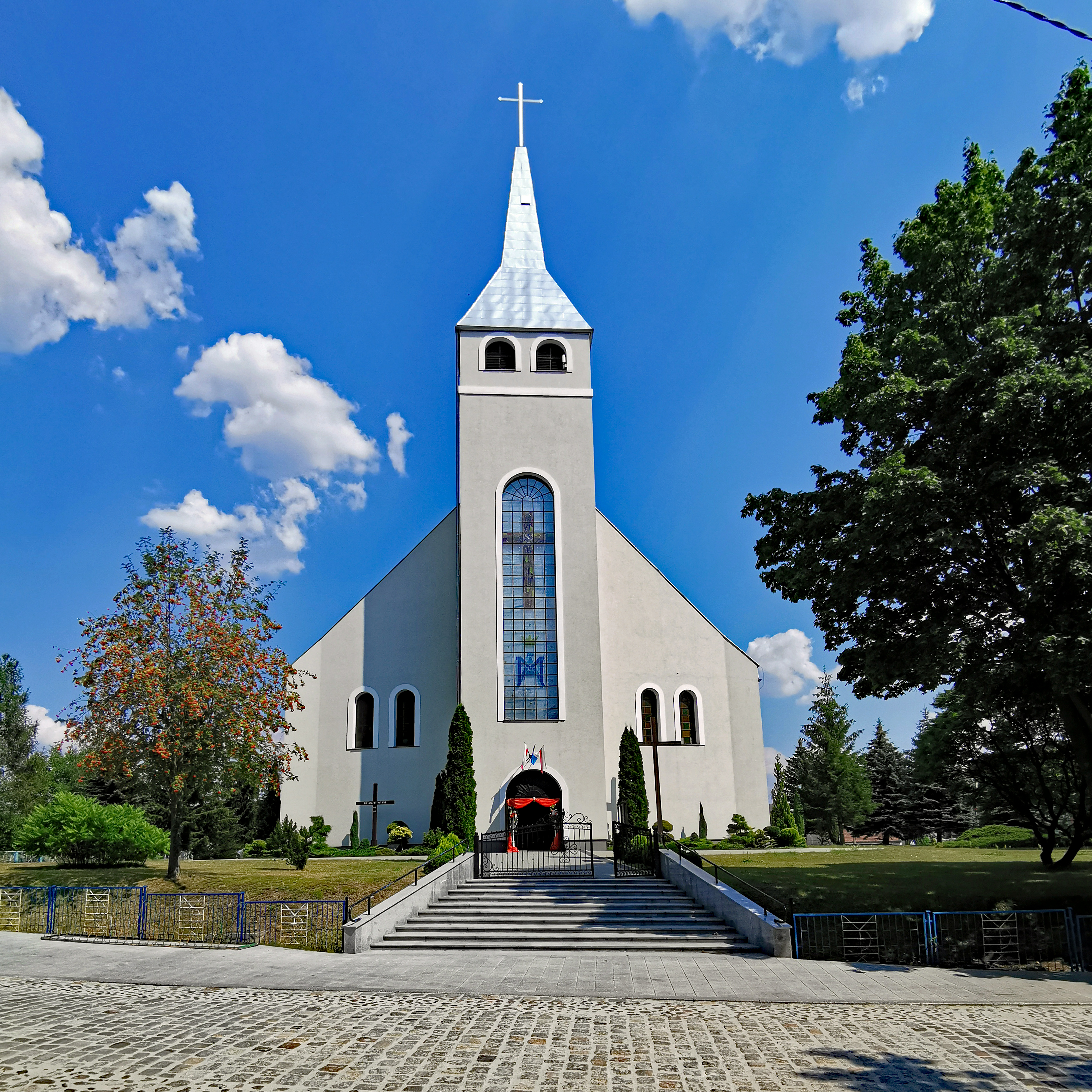
Kirche Matki Bozej Krolowej Polski
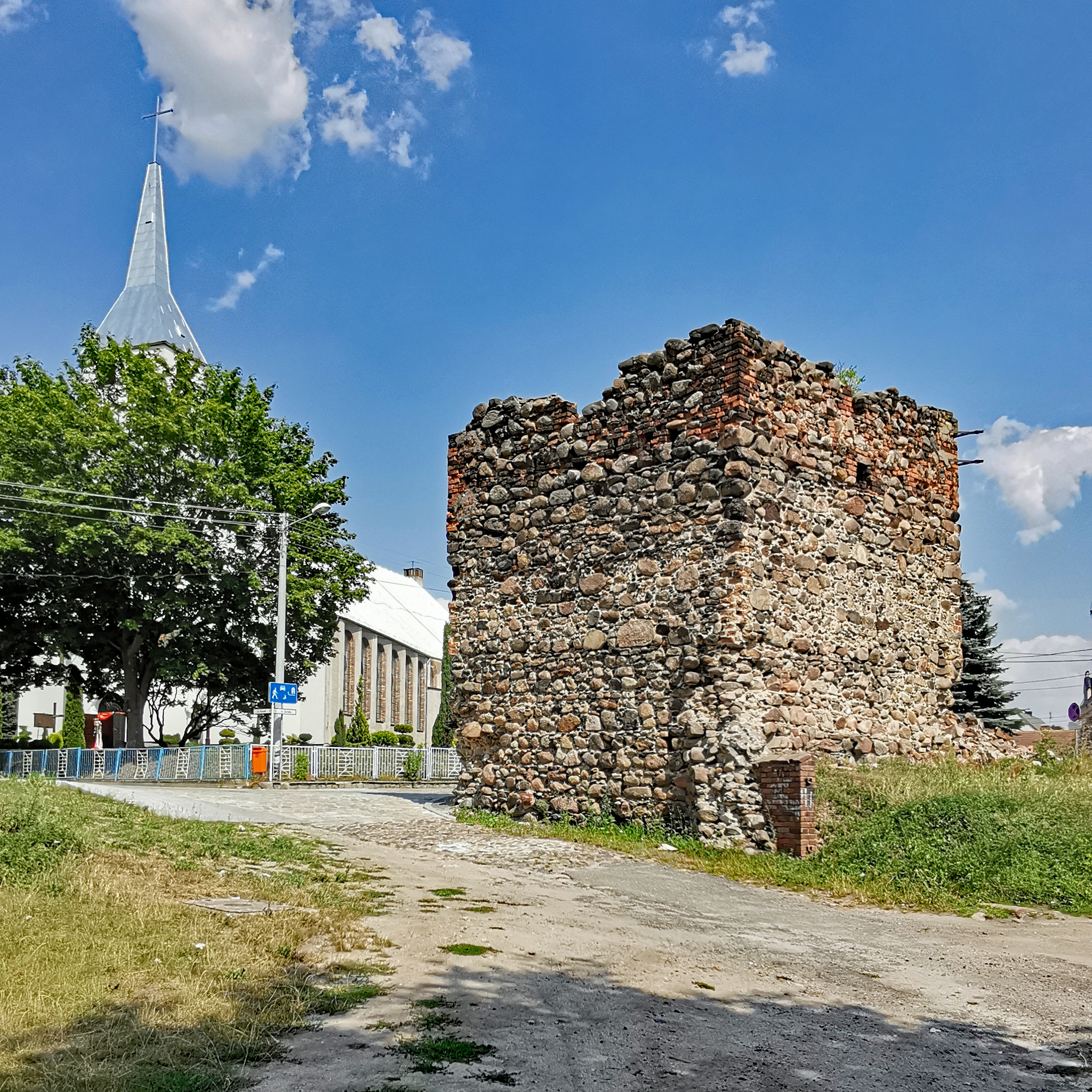
Turmruine der Stadtbefestigung
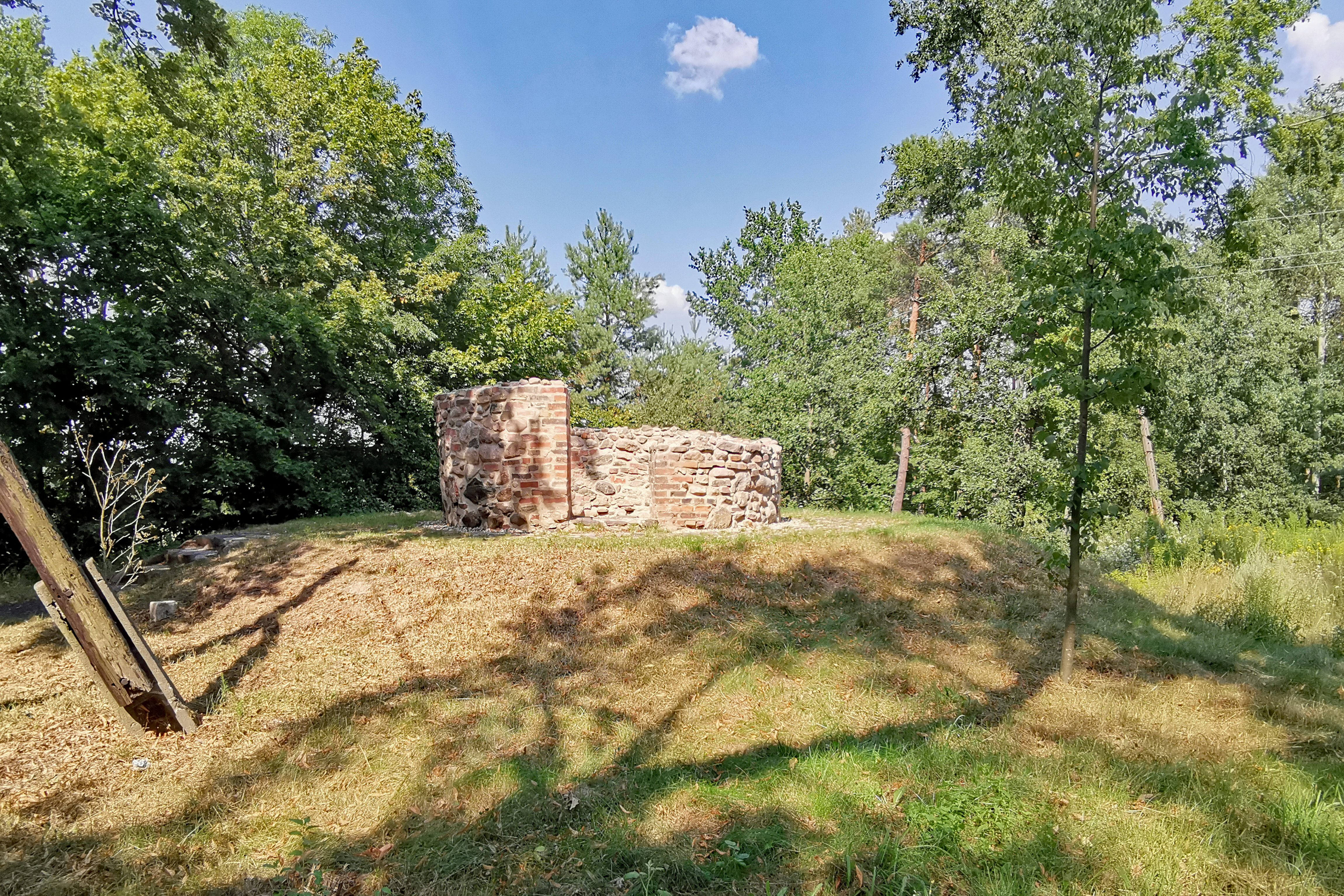
Ruine des Hochgalgens

## Gmina
Die Landgemeinde Trzebiel besteht aus einer Reihe von Dörfern mit Schulzenämtern.

## Persönlichkeiten
- Johannes Solfa (1483–1564), niedersorbischer Arzt und Philosoph
- Thomas Mauer (1536–1575), Theologe und lateinischer Dichter
- Johann Tobias Richter (1714–1780), Ratsherr in Leipzig und Professor der Rechte[6]
- Johann Siegfried Kähler (1743–1820), Mediziner und Stadtphysikus in Sommerfeld in der Niederlausitz
- Christian August Jannowitz (1772–1839), Erbauer der Jannowitzbrücke in Berlin
- Karl Heinrich Julius Endemann (1836–1919), Pfarrer, Missionar und Sprachforscher
- Otto Fischer (1869–1946), Sohn des Pfarrers Adolf Fischer und dessen Ehefrau Emmy, geborene Boelicke
- Wolfgang Wehowsky (1912–1981), Theologe

### In der Stadt wirkende Persönlichkeiten
- Balthasar Heinrich Heinze (1665–1744), Oberpfarrer 1706–1744